# Dick Grayson
Richard John «Dick» Grayson és un superheroi fictici que apareix en còmics estatunidencs publicats per DC Comics, habitualment en associació amb Batman. Creat per l'escriptor Bill Finger i l’artista Bob Kane, va aparèixer per primera vegada al número 38 de la revista Detective Comics l'abril de 1940 com l'encarnació original i més popular de Robin, soci del superheroi Batman que forma l'emblemàtic Duo Dinàmic. En Tales of the Teen Titans núm. 44 (juliol de 1984) el personatge després d'esdevenir un adult jove i en un esforç per ser un heroi, separat i independent de Batman es retira del seu paper com Robin i assumeix el personatge superheroi de Nightwing (creat per Marv Wolfman i l'artista George Pérez).
El més jove d’una família d’acròbates coneguts com els "Flying Graysons", Grayson és testimoni que un cap de la màfia anomenat Tony Zucco mata els seus pares per tal d'extorsionar diners del circ que els donava feina. Després del tràgic assassinat, Batman (Bruce Wayne) pren a Grayson com el seu tutor legal (reconegut com a fill adoptiu en alguns casos) i el forma per convertir-lo en el seu company Robin contra la delinqüència. És escrit per molts autors com el primer fill de Batman. A més de ser el company de lluita contra el delicte de Batman, Grayson es consolida com el líder dels Teen Titans, un equip de superherois adolescents. Més endavant, es retira com a Robin i pren la seva pròpia identitat de superheroi per afirmar la seva independència, convertint-se en Nightwing. Com a Nightwing, continua liderant els Teen Titans i més tard els Outsiders. En el primer volum de la seva sèrie homònima (1996-2009), es converteix en el protector de Blüdhaven, la ciutat veïna amb problemes econòmics de Gotham, el lloc amb el qual el personatge se sol associar més sovint. També s'ha representat com a protector dels carrers de Nova York, Chicago i Gotham City al llarg dels anys. També com a Nightwing, va ser víctima d'una violació.
Grayson també ha pres la identitat de Batman en algunes ocasions. Després de "Batman: Knightfall", no se li va oferir el paper de Batman mentre Wayne es recuperava de l'esquena trencada, ja que considerava que Nightwing era un heroi per ell mateix i no el subaltern de Batman, però després dels esdeveniments de la minisèrie Zero Hour més tard aquell mateix any, Grayson ocupa temporalment el paper de Batman, començant a Robin núm. 0 (1994) i estenent-se per tota la història de Batman: Prodigal el 1995. Grayson torna a assumir el mantell després dels esdeveniments de "Batman RIP" (2008) i Final Crisis (2008-2009). Com a Batman, es trasllada a Gotham City després de l'aparent mort del seu mentor i s'associa amb el cinquè Robin, Damian Wayne. Després del retorn de Wayne, tots dos van mantenir la identitat de Batman fins al 2011, quan Grayson va tornar a la identitat de Nightwing amb el reinici de continuïtat The New 52. En una història de còmics del 2014, es veu obligat a abandonar la identitat de Nightwing després de ser desenmascarat a la televisió i fingir la seva mort. A Grayson, Dick es converteix en l'Agent 37, el talp de Batman de l'organització d'espionatge Spyral. Després de la conclusió de la sèrie Grayson, i la restauració de la seva identitat secreta en el número final de la sèrie, torna a ser Nightwing com a part del rellançament del DC Rebirth el 2016. Durant l'etapa de Tom King a Batman i després del frustrat matrimoni entre Wayne i Selina Kyle, Grayson també es veu agafant el mantell durant la primera part de l'arc "Cold Days", ja que Wayne va ser confinat en un jurat mentre Mr. Freeze és jutjat.
Dick Grayson ha aparegut com a Robin en diverses altres adaptacions multimèdia: la sèrie de 1943 interpretada per Douglas Croft, la sèrie de 1949 interpretat per Johnny Duncan, la sèrie de televisió Batman de 1966–1968 amb actors reals i les seves pel·lícules interpretat per Burt Ward i per Chris O 'Donnell a la pel·lícula del 1995 Batman Forever i la seva seqüela del 1997 Batman & Robin. Dick Grayson apareix a la sèrie de televisió Titans per al servei de transmissió DC Universe i HBO Max interpretat per Brenton Thwaites. Loren Lester va donar veu al personatge Robin a Batman: The Animated Series i, posteriorment, com a primera adaptació de la pantalla de Nightwing a The New Batman Adventures, Scott Menville dona veu a Robin (confirmat que era Grayson pels creadors del programa) a Teen Titans: The Animated Series i el seu spin-off Teen Titans Go! com a líder de l'equip titular, mentre que la seva identitat com Nightwing apareix en un episodi de cada programa en un futur potencial, Jesse McCartney dona veu a Grayson com a Robin i Nightwing a Young Justice: The Animated Series, Sean Maher dona veu a Nightwing al DC Animated Movie Universe, i Michael Cera li dona veu a un Grayson massa alegre com a Robin a la Batman: La Lego pel·lícula. Al maig de 2011, IGN va classificar a Dick Grayson núm. 11 a la seva llista dels "100 millors súper herois de tots els temps". El 2013, ComicsAlliance va classificar a Grayson com Nightwing com a número 1 a la seva llista dels "50 personatges masculins més sexys del còmic".

## Història de la publicació

### Robin el Noi Meravella

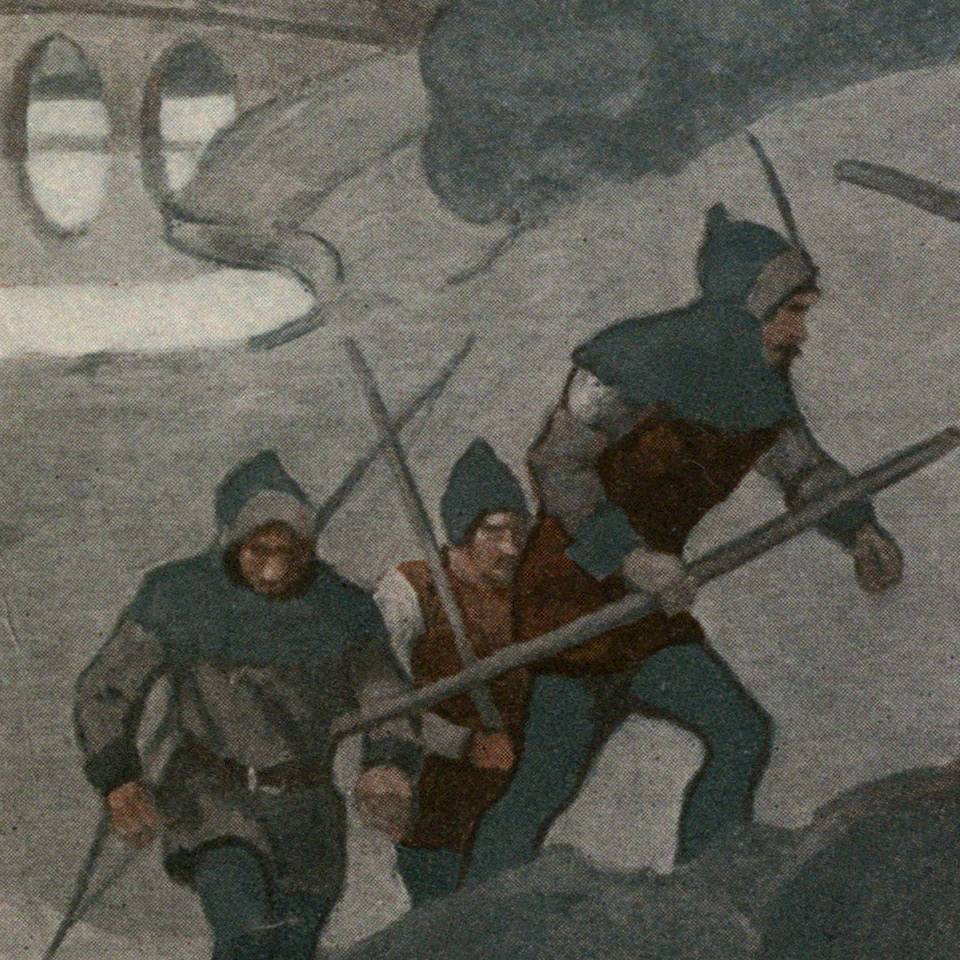
Personatges d'una il·lustració de N. C. Wyeth per a "Robin Hood" (1917) de Paul Creswick. L'aspecte va inspirar el disseny de Jerry Robinson per a Robin.

El personatge va ser introduït per primera vegada a Detective Comics núm. 38 (1940) pels creadors de Batman, Bill Finger i Bob Kane. El debut de Robin va ser un esforç per aconseguir que els lectors més joves gaudissin de Batman. El nom "Robin, el noi meravellat" i l'aspecte medieval del vestit original s'inspiren en el llegendari heroi Robin Hood. El vestuari va ser dissenyat per Jerry Robinson, que el va treure de memòria a partir de les il·lustracions de Robin Hood de N. C. Wyeth.:83
En la seva primera aparició, Dick Grayson és un acròbata de circ i, amb els seus pares, un dels "Flying Graysons" (els Grayson voladors). Robin va néixer el primer dia de la primavera, fill de John Grayson i Mary Grayson, una jove parella d'trapezistes. Mentre es prepara per a una representació, Dick escolta dos gàngsters que intenten extorsionar diners de protecció al propietari del circ. El propietari s'hi nega, de manera que els gàngsters sabotegen els cables del trapezi amb àcid. Durant la següent representació, el trapezi des del qual els pares de Dick estan balancejant-se es dispara, provocant-los la mort. Abans que pugui anar a la policia, Batman se li apareix i li adverteix que els dos gàngsters treballen per a Tony Zucco, un cap del crim molt poderós, i que revelar el seu coneixement pot conduir a la seva mort. Quan Batman relata l'assassinat dels seus propis pares, Dick demana convertir-se en el seu ajudant. Després d'un extens entrenament, Dick es converteix en Robin. Comencen per interrompre les extorsions de Zucco. A continuació, atrapen amb èxit el molest Zucco quan visita un lloc de construcció.
L'origen de Robin té una connexió temàtica amb el de Batman, ja que tots dos veuen els seus pares assassinats per delinqüents, creant un desig de lluitar contra els elements criminals. Bruce veu l'oportunitat de dirigir la ràbia que sent Dick d'una manera que ell mateix no pot, creant així un vincle pare/fill i una comprensió entre els dos. Al llarg dels anys quaranta i cinquanta, DC Comics va retratar a Batman i Robin com un equip, considerant-los el "Duo Dinàmic", rarament publicant una història de Batman sense el seu acompanyant; històries completament dedicades a Robin van aparèixer a Star-Spangled Comics del 1947 al 1952.
La història dels personatges de la Terra-Dos Robin adopta, per tant, totes les primeres històries amb el personatge dels anys quaranta i cinquanta, mentre que les aventures del Robin principal (que vivia a "Terra-Un") comencen més tard en el temps i amb certs elements del seu origen tornat a explicar. Tots dos es van representar com a individus separats, tot i que paral·lels, que vivien en els seus respectius universos, amb el personatge "vell" de la Terra-Dos que finalment va arribar a la mort a Crisis on Infinite Earths.

### Teen Titans
The Brave and the Bold núm. 54 de 1964 presenta una versió junior de la Justice League of America. Aquest equip està liderat per Robin, residint a Earth-One, i se li van unir altres dos companys d’adolescència, Aqualad (company d’ Aquaman) i Kid Flash (company del Flash), per aturar l’amenaça de Mr. Twister.
Més endavant, els tres companys uneixen forces amb Speedy i Wonder Girl per tal d’alliberar els seus mentors de la JLA de control mental. Decideixen convertir-se en un autèntic equip: els Teen Titans. En virtut de les habilitats tàctiques obtingudes de Batman, Robin és reconegut ràpidament com a líder abans que els Titans es dissolguin alguns anys després.
El 1969, encara en la continuïtat Pre-Crisis, l'escriptor Dennis O'Neil i l'artista Neal Adams tornen Batman a les seves arrels més fosques. Una part d’aquest esforç és escriure a Robin fora de la sèrie enviant a Dick Grayson a la Universitat Hudson i en una sèrie separada a la part posterior de Detective Comics. L’ara Meravella Adolescent apareix tan sols esporàdicament en les històries de Batman dels anys 70, així com en un revival de curta durada de The Teen Titans.
El 1980, Grayson torna a assumir el paper de líder dels Teen Titans, que ara apareix a la sèrie mensual The New Teen Titans, que es va convertir en una de les sèries més apreciades de DC Comics de l'època. No obstant això, durant el seu lideratge dels Titans, va tenir un desencontre amb Batman, cosa que va provocar un allunyament que duraria molts anys.
Tot i que va festejar Barbara Gordon quan ella feia de Batgirl, a les files dels Titans Dick va trobar l'amor amb Starfire, la princesa de Tamaran Koriand'r, amb qui, en un univers alternatiu, es va casar i tenir una filla.

### Nightwing
A la continuïtat prèvia a la Crisis on Infinite Earths, un Dick Grayson més madur es cansa del seu paper de jove company de Batman. Pren el nom de Nightwing, recordant la seva aventura a la ciutat kriptoniana de Kandor, on ell i Batman es troben amb l'heroi local del mateix nom. Manté aquesta identitat amb els Teen Titans i, de tant en tant, torna a ajudar Batman i els seus successors com a Robin, Jason Todd i Tim Drake; Tim en particular es converteix en una figura de germà petit per ell.
Quan Bane trenca l'esquena de Bane durant l’arc argumental Knightfall, Bruce escull Jean-Paul Valley com a substitut de Batman, ja que no vol carregar a Dick amb el paper i tem que Dick pugui perseguir Bane per venjar-se. Tanmateix, quan Valley demostra ser massa inestable per ser Batman, Bruce se sotmet a un rigorós programa de recuperació i entrenament amb l'ajuda del doctor Shondra Kinsolving i Lady Shiva per recuperar-se en plena salut, derrotant Valley amb l'ajut de Dick i Tim. No obstant, sentint que ha de reavaluar Batman i la seva missió després de la derrota a mans de Valley, Bruce abandona Gotham una vegada més, després de nomenar a Dick com el seu successor durant l'arc argumental "Prodigal". Mentre actua com a Batman, Dick es queda amb una idea més clara de les tensions psicològiques que Bruce ha de suportar en el seu paper, a més d’enfrontar-se a alguns dels nous enemics de Bruce, com Killer Croc, el ventríloc i el Ratcatcher, mentre resol els seus propis problemes de llarga durada amb Dues Cares.

### Batman: Reborn
Després dels fets de l'aparent mort de Batman durant Final Crisis, Nightwing ha tancat la botiga a Nova York per tornar a Gotham, on després dels esdeveniments de "Battle for the Cowl", assumeix la identitat de Batman, amb Damian Wayne, el fill biològic de Bruce Wayne, com el nou Robin.
El nou equip de Batman i Robin és el focus de la sèrie Batman and Robin de Grant Morrison i Frank Quitely. La seva dinàmica inverteix la dinàmica clàssica de Bruce i Dick, en tenir un Batman més clar i amable combinat amb un Robin més intens i fosc. Amb el pas del temps, l'experiència de Dick com a Cavaller Fosc enduriria la seva personalitat com a mentor.

### The New 52(2011-2016)
Dick Grayson es restableix com Nightwing després del crossover Flashpoint de DC, després del qual es van rellançar tots els títols i es van fer canvis en la seva continuïtat com a part d'una iniciativa anomenada The New 52. En el nou statu quo, Bruce Wayne torna a ser l’únic Batman i Dick, com els altres membres de la família adoptiva, és uns anys més jove. Dick, tot i tenir 19 anys, es dibuixa una mica més baix que en el prellançament. Això es deu probablement per afegir credibilitat al seu passat d'acròbata. Segons diverses entrevistes, es va afirmar que Dick va ser adoptat als 16 anys, en lloc de 12. Això es deu a la cronologia de DCNU existent durant cinc anys. Dick Grayson es mostra en flashbacks com a Robin amb una versió renovada del vestit de Robin a Nightwing (vol. 3) núm. 0 (novembre de 2012) i Batman and Robin Annual (vol. 2) núm. 2 (març de 2014).
En la seva identitat civil, és atacat per un assassí anomenat Saiko que insisteix que és l'assassí més ferotge de Gotham. La sèrie Batman Incorporated es rellença amb un segon volum, que continua la seva història tenint en compte els canvis de continuïtat del New 52; ara es representa a Dick com Nightwing, i no com a Batman, però el canvi no s'aborda al mateix còmic. A Nightwing, Dick hereta l'escriptura del circ d'un moribund C.C. Haly i comença una relació amb l'acròbata de la seva amiga de la infància, Raya Vestri. Saiko tortura a Haly per obtenir informació sobre la identitat secreta de Nightwing i el vell mor als braços de Dick després de dir-li que el circ té un terrible secret. Investigant les pistes, localitza un supermalvat anomenat Feedback, que solia ser un amic de la infància, però no descobreix res. Seguint les pistes de Haly, troba un misteriós llibre de noms al circ que porta el seu nom a l’última pàgina. Més tard, el circ anuncia que faran un espectacle commemoratiu en l’aniversari de la nit en què van assassinar els pares de Dick, i Saiko ataca detonant una explosió massiva.
Aleshores es revela que el circ ha estat entrenant assassins durant anys i Saiko era un amic de la infància que utilitzava Raya com a còmplice. L'assassí cau a la mort i Raya s'entrega. Dick va decidir mantenir el circ de Haly a Gotham i planeja invertir a convertir un parc d'atraccions abandonat en el seu nou emplaçament sense els diners de Bruce. Treballa amb Sonia Branch, la filla de Tony Zucco, cap del crim que va assassinar els pares de Dick, per obtenir un préstec per aquest pla invertint tot el seu fons fiduciari malgrat ser un alt risc a causa del recent atac de Saiko. Els problemes sorgeixen a causa de la culpa que Sonia sent per les accions del seu pare i molts membres del circ tenen por de les seves vides a causa dels desastres anteriors, cosa que fa que sigui difícil per a aquells que decideixen quedar-se.

#### Grayson
El títol de Nightwing va concloure a l'abril de 2014 al número 30, i es va substituir per un nou títol, Grayson, que mostra que Dick va renunciar a la seva vida com Nightwing als 22 anys i va passar a ser agent encobert de l'organització Spyral on hi treballava l'ex Batwoman Kathy Kane. Escrit per Tim Seeley i l'exoficial antiterrorista de la CIA, Tom King, el canvi de carrera de Dick Grayson prové de l’incitació del mateix Batman, que el convenç de romandre mort pel món. Seeley va afirmar que la sèrie incidiria en l'estat de símbol sexual de Grayson. L'aspecte del personatge també es redissenya sense màscara, però amb un vestit blau i negre que torna al seu homòleg anterior als New 52 amb una addició d'una "G" al pit, que recorda la "R" de Robin.
La sèrie Grayson va acabar al número 20, on en el número final es va revelar que tot el coneixement de la identitat de Dick es va esborrar de la major part del món amb un dels satèl·lits de Spyral, cosa que va permetre a Dick reprendre les seves activitats de superherois com Nightwing una vegada més.

### DC Rebirth
A partir del rellançament DC Rebirth el 2016, Dick va tornar a ser Nightwing amb el seu vestit negre i blau, els seus contactes Spyral havien esborrat totes les proves globals de la seva identitat dual i la bomba retirada de Damian. Utilitza les seves noves habilitats i experiència en l'espionatge per avançar. Nightwing apareix de manera destacada en dos títols de Rebirth: el quart volum de Nightwing, el seu propi títol en solitari, i Titans, on Dick s'associa amb els altres Teen Titans originals després que Wally West torni a l’univers; a través de Wally, Dick recorda els fets de la seva vida anteriors a Flashpoint i The New 52. Després que la Lliga de la Justícia dissolgui els Titans per la força, Dick crea un nou equip de Titans després de la ruptura de Source Wall, format per Donna Troy, Raven, Steel (Natasha Irons), Beast Boy i Miss Martian.

## Talents, habilitats i recursos
Dick Grayson és un prodigiós atleta natural, expert acròbata i equilibrista que posseeix un nivell màxim d’agilitat i habilitats acrobàtiques. De molt jove, es va formar en acrobàcia amb els seus pares, i se’l considera l’acrobata més gran de l’Univers DC. És l’únic ésser humà de la Terra que pot fer el quàdruple salt mortal (abans un dels tres, els altres dos eren els seus pares). Grayson està format en diverses disciplines d'arts marcials i va ser entrenat rigorosament pel seu mentor, Batman, en diverses habilitats, com ara escapologia, criminologia, esgrima, sigil, disfressa i moltes altres disciplines de combat/no combat. Dick Grayson fa 1,78 centímetres m) i 175 lliures (79 kg). Es mostra que té habilitat natural en llegir el moviment corporal d'altres com el de Cassandra Cain i Lady Shiva, tal com es mostra a la continuïtat anterior. És capaç d’anticipar i predir la propera acció i detectar si algú menteix. Com Batman, també posseeix una voluntat prou forta per suportar fins i tot atacs telepàtics. També és un mestre de l'espionatge, les seves habilitats es mostren encara més com a espia dins de la tremendament poderosa organització d'intel·ligència Spyral.
Com Nightwing, Grayson és un mestre en diverses formes de combat desarmat, com aikido, kung fu, eskrima, capoeira, judo, hapkido, taekwondo, jujutsu, karate, Jeet Kune Do, savate, sambo, ninjitsu, bojutsu i boxa occidental, i està armat amb dos pals d'eskrima fets d'un polímer irrompible. També porta diverses dotzenes de batarangs modificats (anomenats wing-dings) i càpsules de gas.
Després d’haver tingut la millor formació sota la tulela de Bruce Wayne, parla amb fluïdesa el castellà, el rus, el mandarí, el cantonès, la llengua estrangera del tamarà, coneix la llengua de signes americana, francès, italià, persa, i Kikuyu, a més de la seva llengua, l'anglès. També és un brillant i experimentat estrateg amb superlatives habilitats de lideratge, havent servit com a líder dels Titans, els Outsiders i fins i tot la Lliga de la Justícia. Grayson també és àmpliament acceptat com el segon millor detectiu després de Bruce Wayne a causa de les seves increïbles gestes de deducció. A més, les habilitats interpersonals i els esforços de Dick per mantenir-se en contacte amb altres herois el converteixen en un mestre en unificar, unir i inspirar la comunitat de superherois, habilitat en què ha superat el seu mentor; Quan el Superman pre-Flashpoint va rebre els elogis del Nightwing de New 52, Superman va assenyalar que, en qualsevol realitat, és un gran elogi que Dick Grayson ho acrediti.
Els pares de Dick li van deixar un fons fiduciari que Lucius Fox va convertir en una petita fortuna. Tot i que no és comparable a la riquesa de Bruce Wayne, ha estat suficient per mantenir el seu equip Nightwing, comprar els drets sobre el Circ de Haly (salvant l'antiga casa de Dick de problemes financers), i comprar en secret el seu antic edifici d'apartaments Blüdhaven al número 1013 de Parkthorne Avinue.

### Disfresses
El vestit de Robin de Dick Grayson al·ludia a la griva americana (american robin en anglès) i a Robin Hood. La capa es representava alternativament com a groga o verda. El vestit també presentava sabates a l'estil de Cracòvia, que alguns artistes descartarien de la representació.
El vestit Nightwing de Dick Grayson estava fet d'una versió del material resistent al foc Nomex, de triple teixit, amb línies de Kevlar. Era una excel·lent protecció per evitar danys i també estava aïllat de l'electricitat. Adaptat específicament al seu estil de lluita, el vestit de Nightwing tenia menys incrustacions d’armadura corporal que el de Batman, anticipant una disminució de la necessitat d’absorció de xocs i una major capacitat de moviment. En contra dels oponents, tant ràpids com forts, Nightwing tenia capes suplementàries d'armadura que podia fixar als guants, botes, espatlles i màscara. En lloc d'una capa negra per mantenir-lo amagat, que a Grayson no li agrada portar, el vestit era sensible a la llum, enfosquint-se quan hi havia més llum a la zona. La màscara, en forma de símbol, es va fixar al seu lloc amb goma espiritual i incloïa un transmissor/receptor de ràdio incorporat i lents de visió nocturna Starlite. El tercer vestit, amb l'estilitzada “ala” blava a les espatlles i que s'estenia fins a les mans, acolorint els dos dits mitjans sobre un cos negre, va fer la seva primera aparició a Nightwing: Ties That Bind nº 2 (octubre de 1995), i va ser dissenyat per l'artista de la portada Brian Stelfreeze. El seu vestit també estava equipat amb ales que li permeten lliscar.
Com a Batman, el seu vestuari presentava una capa més lleugera per adaptar-se al seu estil de lluita més acrobàtic i un cinturó utilitari amb una sivella en forma de ratpenat. També va desenvolupar "para-capes" per als seus vestits i els de Damian, cosa que els donava la possibilitat de lliscar. Grayson és sensiblement més baix que Bruce Wayne.
Després del Flashpoint, amb el seu retorn com Nightwing, Dick portava un vestit similar, tot i que l'ala blava era vermella a tots els New 52. Anteriorment a la continuïtat dels New 52 com Nightwing, tenia un vestit blindat que era de color blau i groc, semblant a una presa moderna del seu primer vestit anterior i un altre que era un vestit blindat que portava un símbol de ratpenat vermell, que ara és utilitzat per Jason Todd, encara que lleugerament modificat per al gust de Jason.
Durant l'etapa com a agent 37 de Spyral, Dick utilitzava implants de protecció d'identitat que garantien que ni les càmeres ni la memòria de persones objectius poguessin captar la seva cara. També se li va incorporar un parell de contactes hipnòtics que Dick solia controlar per algú si li miraven directament als ulls. A més, encara porta un parell de palets d'eskrima. Se li va exigir que portés una arma com a part del protocol Spyral.
Començant per Rebirth, Dick torna a ser Nightwing, una vegada més en negre i blau. L'"ala" és substituïda per un ocell més prim i en forma de V que comença i el pit i puja cap a les espatlles i cap a l'esquena. La seva màscara de dòmino ara és blava, en lloc de negra. Les canyelles i els bessons de les seves cames presenten una protecció de color blau. Porta una corretja i sivella de cuir negre a cadascun dels avantbraços. La intenció d’aquest redisseny és tornar a recordar l’icònic aspecte negre i blau del tercer vestit de Nightwing introduït el 1995, mantenir la simplicitat de l'esmentat look icònic, creant un símbol d’ocell més visible, alhora que ressaltar la cara de Dick amb un color més clar a la seva màscara i les seves cames que poden permetre un art més dinàmic quan és en moviment.

## En altres mitjans

### Televisió

#### Actors reals
- Dick Grayson/Robin va ser vist al costat de Batman lluitant contra el Joker a la portada d'un còmic de Batman que es trobava al quisc del Daily Planet a l'episodi Mystery in Wax d'Adventures of Superman.
- L’actor Burt Ward va interpretar a Dick Grayson / Robin a la sèrie de televisió Batman que es va estendre del 1966 al 1968, cosa que va fer que Robin i Grayson fossin parts inseparables del mite de Batman. A la sèrie, Dick era el pupil de Bruce (en lloc de fill adoptiu) i va assistir a la "Woodrow Roosevelt High School". Robin es va destacar per les seves frases curtes que començarien per "Holy ..." i acabarien per "Batman", com "Holy haberdashery, Batman!" (santa merceria, Batman) o "Holy atomic pile, Batman!" (santa pila atòmica, Batman) Ward també va repetir el paper del llargmetratge produït el 1966 juntament amb l'espectacle, així com per a l'especial de televisió de la NBC de 1979 Legends of the Superheroes i un cameo com a vell Dick Grayson a "Crisis on Infinite Earths".[42]
- L'1 d'octubre de 2008, es va anunciar que The CW estava preparant un nou pilot d'acció en directe anomenat The Graysons que seguiria la vida d'un Dick Grayson abans de ser Robin.[43] Els productors executius de Smallville, Kelly Souders i Brian Peterson, així com els productors executius de Supernatural, McG i Peter Johnson, estaven darrere de The Graysons, cosa que va aconseguir un compromís per un episodi pilot al netlet. Souders i Peterson havien de servir com a showrunners (juntament amb Todd Slavkin i Darren Swimmer).[44] El 6 de novembre de 2008 però, Variety va revelar que l'executiu de Warner Bros. Jeff Rubinov, que inicialment havia donat suport al projecte, havia descartat el projecte, afirmant que el concepte no s'ajustava als objectius de l'actual franquícia de Batman. Rubinov va continuar: «Warner Bros. Actualment, la televisió treballa en diverses opcions de substitució per CW».
- Rob Gorrie apareix com a John Grayson a l'episodi de la sèrie de televisió Gotham "The Blind Fortune Teller" com a focus principal de l'episodi, que se centra en el circ de Haly, The Flying Graysons, i ell i la seva promesa de Mary Lloyd planegen casar-se i tenir un fill, presumptament Dick. El showrunner Bruno Heller havia temptat una història de "Prenatal Robin" en què participaven els pares de Dick Grayson. En una entrevista amb Sean Pertwee (que encarna Alfred Pennyworth al programa) durant el Heroes and Villains Fan Fest de Nashville, va discutir el potencial de la sèrie que mostrava un jove Dick Grayson al programa i va afirmar que Mary estava embarassada durant "The Blind Fortune Teller", tot i que realment no es va dir res al programa.[45] A l'episodi "They Did What?", Lucius Fox esmenta el "Projecte Nightwing" a Bruce Wayne.[46]
- Una sèrie de 2018[47] prevista per llançar-se a través de TNT anomenada Titans, en la qual Dick Grayson és un dels personatges principals, es va llançar exclusivament a través del servei digital directe al consumidor de Warner Bros., DC Univers. Akiva Goldsman, Geoff Johns i Greg Berlanti van escriure l'episodi pilot i van ser productors de Sara Schechter.[48] Brenton Thwaites va ser escollit com un adult amarg i Dick Grayson/Robin que ha tallat tots els llaços amb Bruce Wayne després de sentir-se manipulat durant anys per ell. Més tard abandona la personalitat de Robin i crema el vestit. A la segona temporada, torna a connectar amb Bruce i al final de la temporada adopta el mantell de Nightwing.

#### Animació
- Dick Grayson va aparèixer en moltes de les primeres sèries d'animació relacionades amb els superherois de DC Comics, amb la veu de Casey Kasem. Aquests espectacles van incloure:
  - The Batman / Superman Hour de Filmation, que es va emetre del 1968 al 1969.
  - The Adventures of Batman, que va tornar a empaquetar parts de la sèrie anterior de Filmation per retransmetre-le el 1969.
  - Diversos espectacles de Super Friends produïts per Hanna – Barbera des del 1975 fins al 1985. Aquests inclouen:
    - Super Friens
    - The All-New Super Friends Hour
    - Challenge of the Super Friends
    - The World's Greatest Super Friends
    - Super Friends (1980)
    - Super Friends: The Legendary Super Powers Show
    - The Super Powers Team: Galactic Guardians

  - The New Adventures of Batman produïda per Filmation el 1977. Burt Ward va donar veu a Robin.

- Dick Grayson va aparèixer en Batman: The Animated Series i The New Batman Adventures, amb veu de Loren Lester (Robin a Batman: The Animated Series i Nightwing en El Nou Batman Aventures) i Joey Simmrin (com la versió de deu anys del caràcter en el Batman: The Animated Series guanyador del Premi d'Emmy a l'episodi de dues parts "Robin's Reckoning"). Mentre molt de el passat del caràcter va quedar igual, el vestit de Dick de Batman: The Animated Series va ser actualitzada a un aspecte més modern amb les mànigues curtes i els pantalons llargs molt més semblants als del Robin de Tim Drake vist a Robin nº1. Mentre Grayson va assistir a universitari a la universitat de Gotham, va sortir amb Barbara Gordon però ningú era conscient de la identitat secreta de l'altre malgrat haver treballat junts.[49][50] Dick finalment es retira com Robin i deixa Gotham després de barallar-se amb Batman. Anys més tard en The New Batman Adventures, el personatge va retornar com Nightwing. El seu vestit de Nightwing és idèntic al vist a Nightwing nº 1 a finals de 1996. Tot i que encara treballava amb Batman i Batgirl, mai es va reconciliar plenament amb ells dos. Nightwing, tanmateix, estableix un vincle laboral fort amb el seu successor com a Robin, Tim Drake. El personatge és ocasionalment referenciat en la sèrie derivada Batman Beyond,[51][52][53] Va tenir cameos sense diàleg en la sèrie animada Justice League i Justice Legue Unlimited.
- Mentre la versió de Robin de la sèrie d'animada Teen Titans mai és directament referit per ser Dick Grayson, hi ha un número d'elements del seu caràcter que apunten a Dick per ser el candidat més probable entre tots els Robins. Això inclou el color del seu vestit, una imatge de dos artistes de trapezi que cauen en una tenda de circ quan Raven entrava a la ment de Robin en l'episodi "Haunted", Robin que esdevé Nightwing en l'episodi "How Long is Forever?", la seva relació romàntica amb Starfire, i l'episodi "Fractured" mostra un versió alternarnativa de l'univers de Robin amb exactament el mateix ADN apareix anomenat Nosyarg Kcid (Dick Grayson escrit a l'inrevés). El còmic Teen Titans Go! sembla confirmar que aquesta versió de Robin és de fet Dick Grayson, mentre el nº47 focalitzat en Robin en dificultats en l'aniversari de la mort dels seus pares (que són mostrats per ser com Flying Graysons a l'episodi "Haunted") amb els altre Titans intentant ajudar-lo a suportar-ho. Batman fa un cameo supervisant la Torre dels Titans des de la ciutat, i després de veure Robin i Starfire fent-se un petó, declara que Robin és "en millors mans".[54]
- Dick Grayson té un paper central en el repartiment de The Batman, amb les veus d'Evan Sabara (Robin) i Jerry O'Connell (Nightwing). Introduït en la quarta temporada, després de la sèrie Teen Titans de 2003, en aquesta versió és un energètic, dotat acròbata de 13 anys i una de les atraccions principals del circ de Hayley, juntament amb els seus pares com part dels Flying Graysons fins que Tony Zucco prova d'amenaçar-los a agafar una pòliça de 'protecció', resultant en un altercat on un dels germans Zucco era fàcilment derrotat per Batman. Quan Zucco va alterar el trapezi on actuaven els Flying Graysons, els pares de Dick cauen a les seves morts just davant del seu fill durant una actuació. Sense altres familiars supervivents, Dick va ser agafat sota la protecció de Bruce Wayne. Després que el dos van treballar conjuntament per capturar Zucco, Dick va escollir el nom codi de 'Robin'. Les tensions van sorgir quan Robin i Batgirl es van conèixer. Mentre Batgirl havia volgut ser la sòcia de Batman per algun temps, Robin va aparèixer com el nou 'soci oficial' força fàcilment (presumiblement a causa que Bruce s'identificava amb Dick per la pèrdiua dels seus pares). Tanmateix, això va canviar quan Batman es va agafar la llibertat de revelar les seves identitats respectives. Després, Robin i Batgirl van desenvolupar un relació més amistosa, gairebé fraternal, però Batgirl té sentiments romàntics cap a Robin. Tal com es descrit en el futur, ha agafat mantell de Nightwing. Tanmateix, Batman i Oracle encara persisteixen anomenant-lo pel seu nom codi original. Batman ho feia per hàbit mentre Oracle com una forma de coqueteig per molestar Nightwing. El vestit de Robin té elements dels dos vestits de Robin de Tim Drake, però encara s'assembla al vestit de Robin de Batman: The Animated Series i és també influït fortament pel de Teen Titans. El seu vestit de Nightwing vist en el futur s'assembla al vestit modern mentre el de Nightwing vist en el personatge s'assembla al disseny original.
- Dick Grayson apareix en Batman: The Brave and the Bold, amb la veu de Crawford Wilson (Nightwing), Jeremy Shada (Robin) i Lex Lang (Batman). El vestit de dia present de Robin és similar al que Robin de Earth-Two va portar prop del final de la seva carrera, el vestit més jove de Robin és el vestit de Robin del clàssic, i el de Nightwing és un reconeixement de l'original versió de 1984.
- Dick Grayson apareix en la sèrie animada Young Justice, amb la veu de l'actor Jesse McCartney.[55][56] El personatge és introduït com Robin a la temporada 1, i fa la transició cap a Nightwing en Young Justice: Invasion.
- Una sèrie animada de Nightwing va estar en desenvolupament per Cartoon Network, però va ser rebutjada en favor de Young Justice.[57]
- El vestit de Dick Grayson de Nightwing apareix com a Justice League Action a l'episodi "Play Date".
- Dick Grayson com a Robin apareix en DC Super Hero Girls, amb la veu de Keith Ferguson. En aquesta versió, és un jove mal educat que sent molt orgullós de ser Batman sidekick i sempre presumeix d'això.

### Pel·lícules

#### Actors reals

##### Sèries
- Douglas Croft va interpretar a Robin a la sèrie de Batman de 1943, que tractava de la lluita de Batman i Robin contra el Dr. Daka, un científic japonès que va inventar un dispositiu que convertia la gent en pseudo-zombis.
- A la seqüela de 1949 Batman and Robin, l'actor Johnny Duncan va assumir el paper. En la trama el Duo Dinàmic s'enfrontava al Wizard (Mag), un misteriós vilà encaputxat.

##### Pel·lícula deBatman de 1966
- Burt Ward va repetir el paper del llargmetratge produït el 1966 juntament amb la sèrie de televisió Batman.

##### The Dark Knight Rises(2012)
- A la trilogia de Christopher Nolan, un personatge anomenat John "Robin" Blake, interpretat per l'actor Joseph Gordon-Levitt, és un policia uniformat convertit en detectiu que ha mirat a Batman des que era un nen petit que vivia en un orfenat. Finalment, Bruce Wayne li ha donat coordenades a la Batcave com a mitjà per lliurar-li el mantell de l'heroi de Gotham.

##### Sèrie de pel·lícules deBatman
- En el guió escrit per Tom Mankiewicz per a The Batman, Bruce Wayne adopta a Dick Grayson després que els pares del noi siguin assassinats pel Joker. Dick descobreix la Batcave i es converteix en Robin. Michael J. Fox i Eddie Murphy (durant el període en què es va reescriure el guió com a comèdia) van ser considerats pel paper.[58] La versió d'edició especial del DVD de Batman inclou una seqüència animada de guions de storyboard de quan els Joker mata als seus pares. Jason Hillhouse proporciona la veu de Dick Grayson, mentre que Kevin Conroy i Mark Hamill reprenen els seus respectius papers (de l’univers animat de DC) com Batman i el Joker en la seqüència del storyboard. El director Tim Burton planejava donar a l'actor Ricky Addison Reed el paper de Robin, però més tard va considerar que no tenia importància per a la història i va retallar a Robin completament. Kiefer Sutherland també havia rebutjat el paper, tot i desconèixer el to i la direcció de la pel·lícula. Marlon Wayans va ser elegit originalment com a Robin a la pel·lícula de 1992 Batman Returns,[59] però Burton va decidir que la pel·lícula comptava amb massa personatges, de manera que el personatge va ser omès d'aquesta pel·lícula. En un guió anterior de Batman Returns, va ser retratat com un noi de carrer amb coneixements tecnològics que ajudaria a Batman després de la seva fugida quan el Pingüí va intentar matar-lo. Més tard tindria un paper crucial en l'enfrontament final de Batman amb el Pingüí. En aquest guió, simplement s'anomenava Robin i no tenia cap nom real conegut. Wayans va ser considerat pel paper de Batman Forever, però el canvi de directors de Tim Burton a Joel Schumacher també significaria un canvi en l'elecció de l’actor per al paper de Robin. Malgrat no aparèixer en cap de les dues pel·lícules, es va informar que encara se li pagava pel paper.[59]
- Dick Grayson és interpretat per l'actor Chris O'Donnell a Batman Forever (1995). A la sèrie de pel·lícules, Richard "Dick" Grayson està a partir de la meitat de l'adolescència i és el petit de dos germans, i l'acte de "Flying Graysons" forma un quartet familiar (en lloc d'un trio). Els pares i el germà gran de Grayson són assassinats per Dues Cares després d’haver ajudat a frustrar el pla del malvat de mantenir com a ostatge a l'elit social de la ciutat de Gotham en una recaptació de beneficència del circ. Després de la seva mort, Dick és pres com a pupil de Bruce Wayne, tot i que Dick s'interessa més en capturar Dues Cares per ell mateix. Sospitós del comportament de Bruce i Alfred Pennyworth al voltant d’una determinada porta que mantenen tancada, Dick acaba trobant el seu camí cap a la Batcave. Després d’haver descobert la identitat de Wayne com a Batman, Dick insisteix a convertir-se ell mateix en un lluitador contra el crim, prenent el nom de "Robin", un antic sobrenom per gentilesa del seu difunt pare i el seu germà gran, i col·labora amb Batman per derrotar a Dues Cares i l'Enigma i venjar la seva família. Abans de prendre el nom de Robin, Dick considera "Nightwing" com un possible nom en clau.
- A la seqüela de 1997 Batman i Robin, Chris O'Donnell va repetir el paper de Robin. El seu vestit es canvia per semblar-se al de Nightwing dels còmics. A la pel·lícula, Heura Verinosa dosifica a Robin una feremona que altera la ment que el fa enamorar-se d’ella i rebel·lar-se contra Batman. El Duo Dinàmic finalment es reconcilia, però, aconsegueix aturar Heura Verinosa i Mr. Gel amb l'ajut de la seva nova aliada, Batgirl.

##### Univers estès de DC
- A Batman contra Superman: L'alba de la justícia es veu un vestit vandalitzat de Robin en una caixa commemorativa.[60] Zack Snyder destinava originalment el vestit pertanyent a Dick Grayson, però això es va canviar a causa de la interferència de l'estudi, una de les raons era que l'estudi va començar el desenvolupament d'una pel·lícula de Nightwing.[61] Un vídeo entre bastidors publicat per al DC Extended Universe també va afirmar que pertanyia a Jason Todd i que va ser etiquetat com a tal al Warner Bros. Studio Tour Hollywood. No obstant això, el juliol de 2018, el director Snyder va explicar que el vestit vandalitzat de Robin de Batman contra Superman havia estat originalment destinat a pertànyer a Dick Grayson, amb la història de fons que el personatge havia estat assassinat pel Joker abans dels fets de la pel·lícula.[62] El director també va afirmar que si es quedés amb la franquícia, Robin "romandria mort ... fins a Carrie", deixant entreveure els plans de les seqüeles futures perquè Carrie Kelley assumís el mantell de Robin.[63]
- A L'esquadró suïcida, s'esmenta que Harley Quinn va ser còmplice de l'assassinat de Robin, tot i que el director David Ayer va aclarir que només va ser el Joker qui va matar a Robin.
- Es fa referència a Robin diverses vegades a Zack Snyder's Justice League. El seu vestit es veu breument a la Batcova durant el malson de Cyborg, quan la Lliga és a punt de ressuscitar Superman. A més, el Joker l'esmenta diverses vegades en el malson de Batman al pròleg. Joker esmenta que Batman sap què significa perdre un pare, una mare i un fill adoptiu, referint-se a Robin. Més tard, Joker esmenta que Batman va enviar a Robin a fer la feina d’un home, referint-se a quan el va matar en el passat. La tomba de Dick també es veu als tràilers de la pel·lícula.
- Al febrer de 2017, es va anunciar que Warner Bros. estava desenvolupant una pel·lícula d’acció en viu Nightwing centrada en el personatge de l’ Univers estès de DC, amb Bill Dubuque escrivint el guió i el director de Batman: La LEGO pel·lícula, amb Chris McKay, com a director.

#### Animació
Robin apareix a Batman: La LEGO pel·lícula, amb la veu de Michael Cera. En aquesta versió va ser adoptat per Batman quan era adolescent i el seu vestit de Robin és en realitat un vestit de Reggae modificat per a Batman amb els camals dels pantalons retirats (els pantalons eren massa ajustats per a ell). Té unes ulleres grans i verdes similars a la versió de Carrie Kelley. Durant el clímax, porta breument una armadura de Batman anomenada "Nightwing" quan intenta salvar Barbara Gordon i Alfred Pennyworth.

### Ràdio
James Goode va donar la veu a Dick Grayson com Nightwing per primer cop a Batman: The Lazarus Syndrome de 1989 i de nou a Batman: Knightfall del 1994.